# Смутні часи

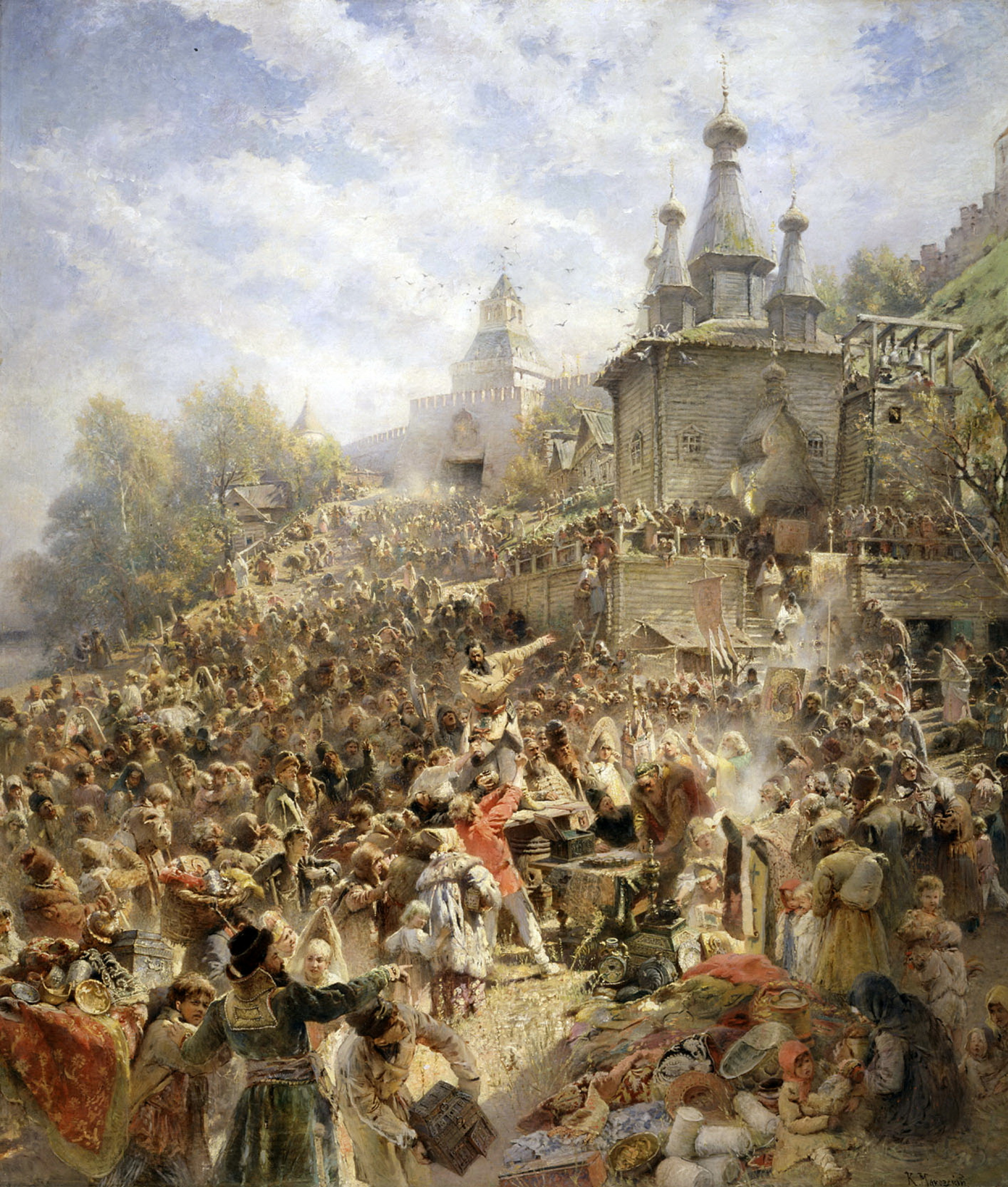
Костянтин Маковський: «Відозва Кузьми Мініна під Нижньогородським Кремлем».

Сму́тні часи́ (рос. Смутное время або рос. Смута) — період політичної нестабільності в історії Московського царства у 1598—1613 роках (або до 1618 р.), від смерті другого царя Федора Івановича до початку правління династії Романових, що характеризується повстаннями, переворотами, військовими інтервенціями, зміною кількох правлячих династій (Годунови, Шуйські, Ваза), а також голодом 1601—1603 рр. та соціально-економічною кризою.

## Передумови
Літератор та дипломат Джайлз Флетчер, посол Англії на Московщині у 1588—1589 роках, передбачив смутні часи ще у своїй книзі 1591 року. Їхньою передумовою він вбачав правління Івана Грозного, а саме опричнину та післяопричні порядки:
Настільки низька політика та варварські вчинки (хоч вже й припинилися) так вразили всю державу й настільки спричинили загальне ремствування й непримиренну ненависть, що, мабуть, це має закінчитися не інакше як загальним повстанням.

## Причини
див Криза в Московії в кінці 16 століття
Смутні часи були викликані низкою причин і факторів. Історики виділяють такі:
- Закінчення династії Калитовичів
- Боротьба між боярами та царями, коли перші прагнули зберегти та примножити традиційні привілеї та політичний вплив, другі — обмежити їх. До того ж, бояри тримали позицію ігнорування пропозицій земців. Деякі дослідження оцінюють роль боярства різко негативно, вказуючи на те, що «домагання бояр переросли у пряму боротьбу з верховною владою», а їх «інтриги позначилися на становищі царської влади».[2]
- Глибока економічна криза. Завойовницькі походи Івана Грозного та московсько-лівонська війна потребували значних матеріальних ресурсів. Негативно на економіку країни вплинули Новгородський погром 1569—1570, криза 1570—1580, катастрофічний голод 1601—1603, що розорило тисячі великих та дрібних господарств[2]
- Глибокий соціальний розлад. Існуючий лад викликав відторгнення мас селян-втікачів, холопів, збіднілого посадського люду, козацької вольниці та містових козаків, а також значної частини служивих людей[2]
- Наслідки опричнини, яка підірвала повагу до влади та закону[2]

## Початок смути
див московсько-лівонська війна 1558—1583, Новгородська різанина 1569—1570, Криза в Московії 1570—1580, Земський собор 1598 року та Голод у Московії 1601—1603
Криза в Московії 1570—1580 (Поруха) — події найтяжчої економічної кризи останніх років доби царювання Івана Грозного (1570—1580 роки), стала наслідком програшу Лівонської війни (1558—1583) і розгоратнням опричнини (1565—1572). Внаслідок кризи відбувся масовий голод, депопуляція та занепад сільського господарства Московії.
Спадкоємець Івана Грозного Федір I Іванович з 1584 правив до 1598 (помер у 40 років), а молодший син, царевич Дмитро ймовірно був убитий у віці 8 років за таємничих обставин в Угличі в 1591 році. З їхньою смертю правляча династія Калитовичів припинилася і владу захопили бояри з родів Захар'їни (Романови), Годунови. В 1598 на трон був зведений Борис Федорович Годунов.
Три роки, з 1601 по 1603, були неврожайними, навіть влітку не припинялися заморозки, а вересні випадав сніг За деякими припущенням, причиною цього було виверження вулкана Вайнапутіна в Перу 19 (29) лютого 1600 і наступна вулканічна зима. Почався страшний голод, жертвами якого стало близько двох мільйонів, третину населення. Маси народу почали стікалися до Москви, але поміщики не могли прогодувати своїх слуг і виганяли їх. Люди зверталися до грабежу і розбою, посилюючи загальний хаос. Окремі угруповання розросталися до кількох сотень людей.
Повстання отамана Хлопка 1601—1603 охопило більше 600 осіб на заході, центрі та півдні Московського царства, але особливо складним становище було в західних районах
Наступне велике селянське, козацьке і дворянське повстання Болотникова 1606—1607 на момент найвищого підйому повстання (облога Москви 1606) під контролем повстанців перебувало понад 70 міст півдня і центру Московського царства.

## Перебіг
Смутні часи почалися з виступу Лжедмитрія I — самозванця, чиє походження та поява на історичній арені досі загадкові для істориків. Він, удаючи із себе сина Івана Грозного, який у дивний спосіб уникнув замаху, підготовленого регентом Борисом Годуновим, з'явився на польсько-московському кордоні з військом донських козаків та польських добровольців, хоча Сигізмунд III і не надав йому підтримки, загрожуючи руйнуванням у Московії всіх надбань нащадків Івана Калити.
Спершу Борис Годунов успішно тримався й намагався викрити самозванця в очах народу як ченця-розстригу, що переметнувся до латинян і пообіцяв придушити православ'я. Але самозванець знайшов підтримку серед народу, а коли Борис помер, навіть знать на чолі з Василієм Шуйським залишила Борисового сина Федора та перейшла на бік Лжедмитрія (1605). Федора вбили, й Лжедмитрій утвердився в Москві.
Невдоволена польськими манерами нового царя й заздрісна до впливовості його польського оточення вища знать виступила проти Лжедмитрія і вбила його. Змова спричинила різанину, в якій полягли тисячі козаків та польських прибічників убитого царя. Заколот являв собою спробу вищої знаті повернути собі владу, а її ватажок, Василій Шуйський, став царем (1606—1610).

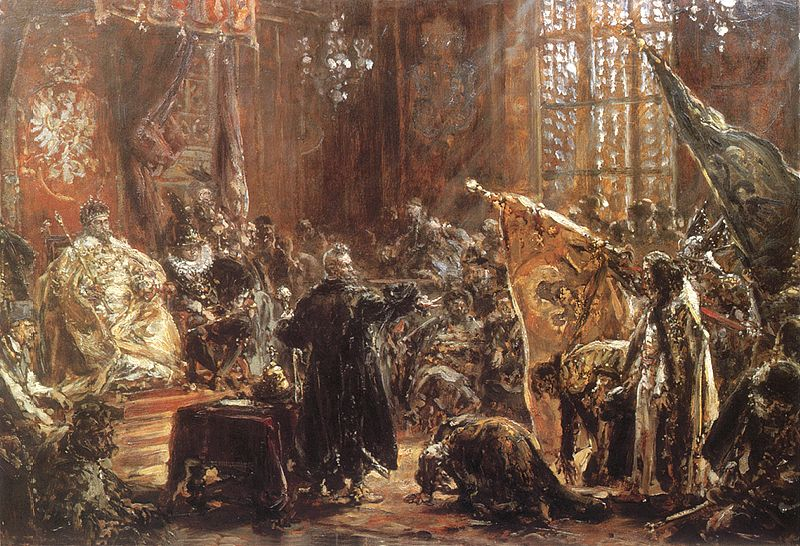
Ян Матейко. «Представлення полоненого царя Василя Шуйського Сенату й Сигізмунду III у Варшаві 1611».

Нижчі верстви населення, однак, повстали проти царя, і суспільний лад опинився в небезпеці внаслідок нового повстання, очолюваного колишнім кріпаком Болотниковим. До повстанців пристало чимало представників знаті, невдоволених Шуйським. Москва опинилася в облозі й урятувалася лише через те, що знать, налякана жорстокостями своїх нових союзників, облишила їх. Це дозволило Шуйському здолати повстанців і позбутися їхнього ватажка Болотникова (1607).
Але Смутна доба ще не скінчилася. На Заході з'явився Лжедмитрій II, таємнича постать, який зумів згуртувати навколо себе чимало війська — козаків-українців, литовців та поляків. До нього пристали всі вороги Шуйського.
Побачивши, що з польського боку новий Лжедмитрій, який побрався з полькою Мариною Мнішек — удовою першого Лжедмитрія, користувався підтримкою його політичних супротивників, Сигізмунд III пішов на домовленість із Шуйським. Та коли останній у скрутному становищі уклав угоду з ворожою Речі Посполиті Швецією, король вирішив прямо втрутитися у московські справи. Він, однак, відкинув слушну пораду свого талановитого гетьмана Жолкевського, що слід рушити просто на Москву та домагатися федерації Московії з Річчю Посполитою на ґрунті цілковитої поваги до московського релігійного та суспільного ладу. Натомість Сигізмунд під тиском литовської знаті розпочав облогу Смоленська, маючи на меті розширення своєї території та завоювання Московії.

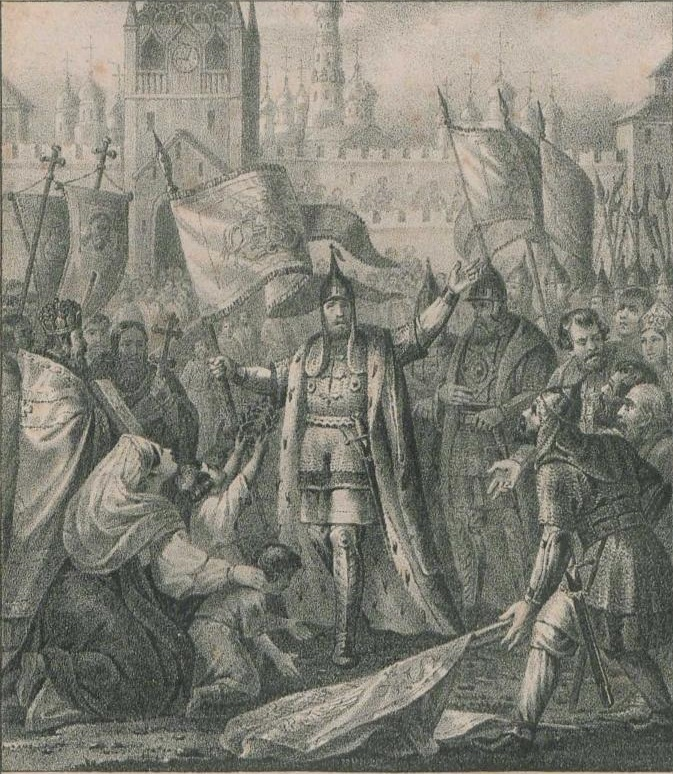
Б. А. Чориков «Великий Князь Дмитро Пожарський звільняє Москву».

Задля цього він уклав угоду з деякими прибічниками «вора» і привернув на свій бік більшу частину війська останнього. Водночас, обіцяючи гарантувати в Московії свободу релігії, польський король прийняв пропозицію Філарета Романова та інших бояр щодо проголошення царем його сина Владислава. Коли Жолкевський розгромив московсько-шведське військо, відряджене для звільнення Смоленська від облоги, бояри усунули Шуйського й пообіцяли царство синові Сигізмунда за умови, що той прийме православ'я і правитиме лише разом з московським боярством. Здолавши рештки прибічників Лжедмитрія польське військо ввійшло до Москви.
Це видається апогеєм польського впливу в Московії та остаточним поворотом у відносинах між двома слов'янськими народами. Проте так тривало недовго. Сигізмунд III сам поклав край польським успіхам, наполягаючи, що замість сина слід обрати царем його самого, і що Смоленськ має відійти до Литви. Він навіть ув'язнив членів делегації від московського боярства, у тому числі Філарета Романова, незгодних із його намірами. Це розпалило серед бояр і народу, який боявся, що Сигізмунд збирається запровадити в Московії римо-католицизм, антипольські настрої. Після вбивства «вора» Лжедмитрія навіть його колишні прибічники приєдналися до нового потужного руху, який став ширитися на Півночі та на Сході Московщини та перетворювався на релігійний фанатичний ксенофобський рух московських народних мас.
Першу невдалу спробу вигнати поляків із Москви здійснено після захоплення Новгорода шведами, а Смоленська — поляками. Але завдяки ініціативі Кузьми Мініна та князя Пожарського у Нижньому Новгороді створене так зване ополчення. Військо Речі Посполитої, що прибуло на порятунок своїй залозі Кремля, зазнало поразки, і Москва була «звільнена» (1612). На початку наступного року Пожарський закликав усі міста Московського царства відрядити по десять представників на народні збори. Земський собор, який представляв усі верстви населення Московії крім невільного селянства, обрав царем молодого Михайла Романова (1613—1645), сина Філарета. На московському престолі утвердилася нова династія (Романови), яка формально царювала в Московії-Росії до 1917 року.

## Московські царі смутних часів
Годунови
- Ірина Федорівна (1598)
- Борис Федорович (1598—1605)
- Федір II Борисович (1605)

Дискусійного походження
- Дмитрій Іванович (1605—1606)

Шуйські
- Василь IV Шуйський (1606—1610)

Дискусійного походження
- Дмитрій Іванович (1607—1610)

Ваза

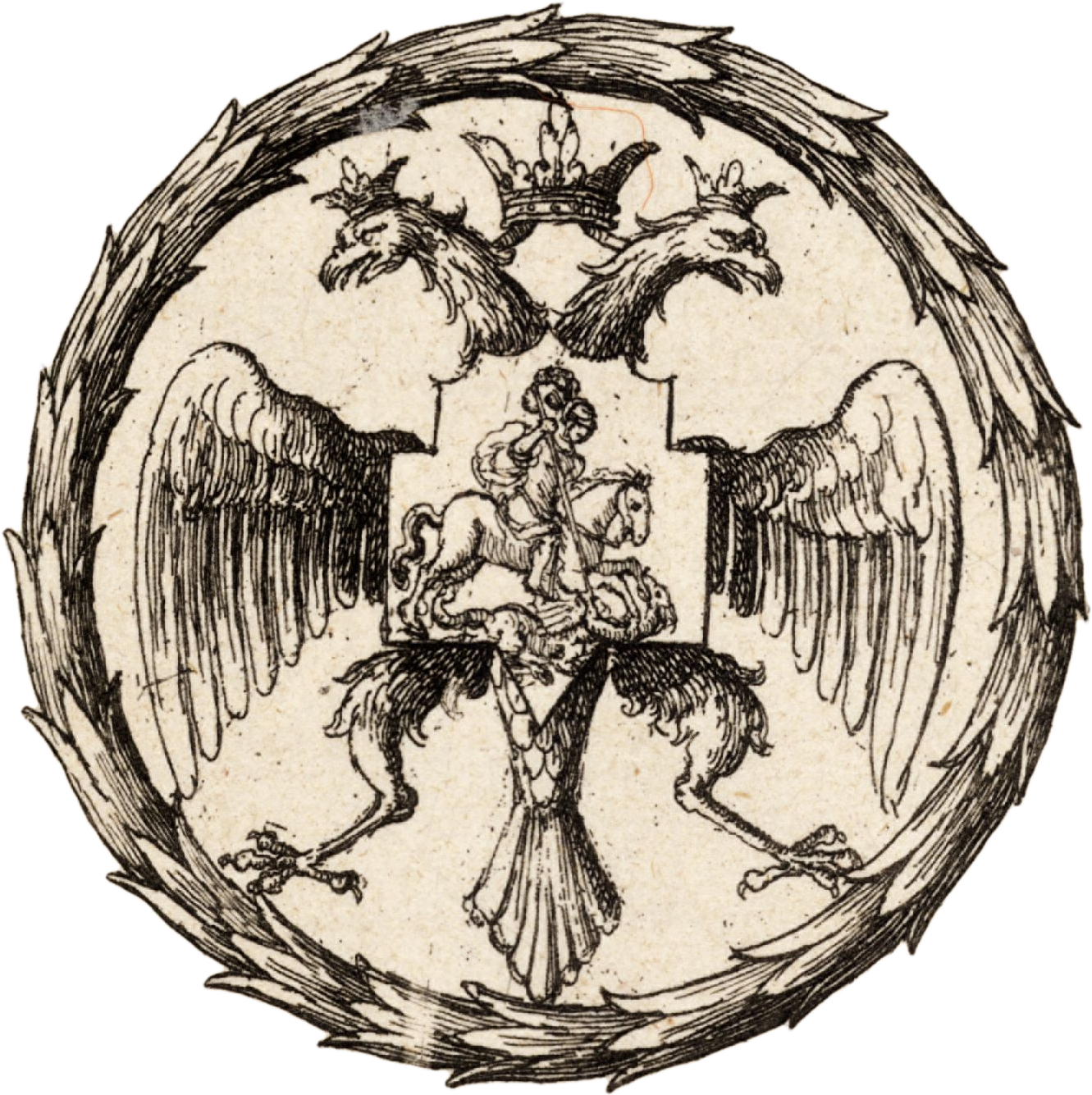
Герб Московського царства, 1604 р.

- Владислав Жигимонтович (1610—1613). Реальна влада була у Семибоярщини.

Романови
- Михайло Федорович (1613—1645)